# コパルヒン
コパルヒン（露: Kопалхін、Kopalkhin）は、シベリアエスキモーなど極北の遊牧民が作る伝統的なセイウチの肉の発酵食品。

## 材料
コパルヒンの材料となるのは、セイウチの肉である。銛で捕獲したセイウチを用いる。

## 製法
1. セイウチの肉を脂肪付きのまま大きなブロックに切り出す。
2. 剥いだセイウチの皮で肉を巻く。
3. これを一ヶ月程度放置・熟成する。

## 賞味法
食べるときは凍ったままの固まりを斧で割り、ナイフで薄く削いで食べる。強烈な腐敗臭がして舌に強い刺激があるという。極東シベリアでは人間とともにソリをひく犬の貴重な食料となる。